# Anna Schilcher
Anna Schilcher (13 marzo 2000) è una sciatrice alpina austriaca.

## Biografia
Originaria di Bärnbach e attiva in gare FIS dal dicembre del 2016, la Schilcher ha esordito in Coppa Europa il 12 dicembre 2020 in Valle Aurina/Klausberg in slalom speciale e in Coppa del Mondo il 28 gennaio 2024 a Cortina d'Ampezzo in supergigante, in entrambi i casi senza completare la prova. Non ha preso parte a rassegne olimpiche o iridate.

## Palmarès

### Coppa Europa
- Miglior piazzamento in classifica generale: 21ª nel 2024

### Campionati austriaci
- 2 medaglie:
  - 2 argenti (supergigante nel 2020; supergigante nel 2025)